# Merlebleu de l'Ouest
Sialia mexicana
Espèce
Statut de conservation UICN

 LC  : Préoccupation mineure
Le Merlebleu de l'Ouest (Sialia mexicana) est une espèce de passereaux appartenant à la famille des Turdidae.

## Description morphologique

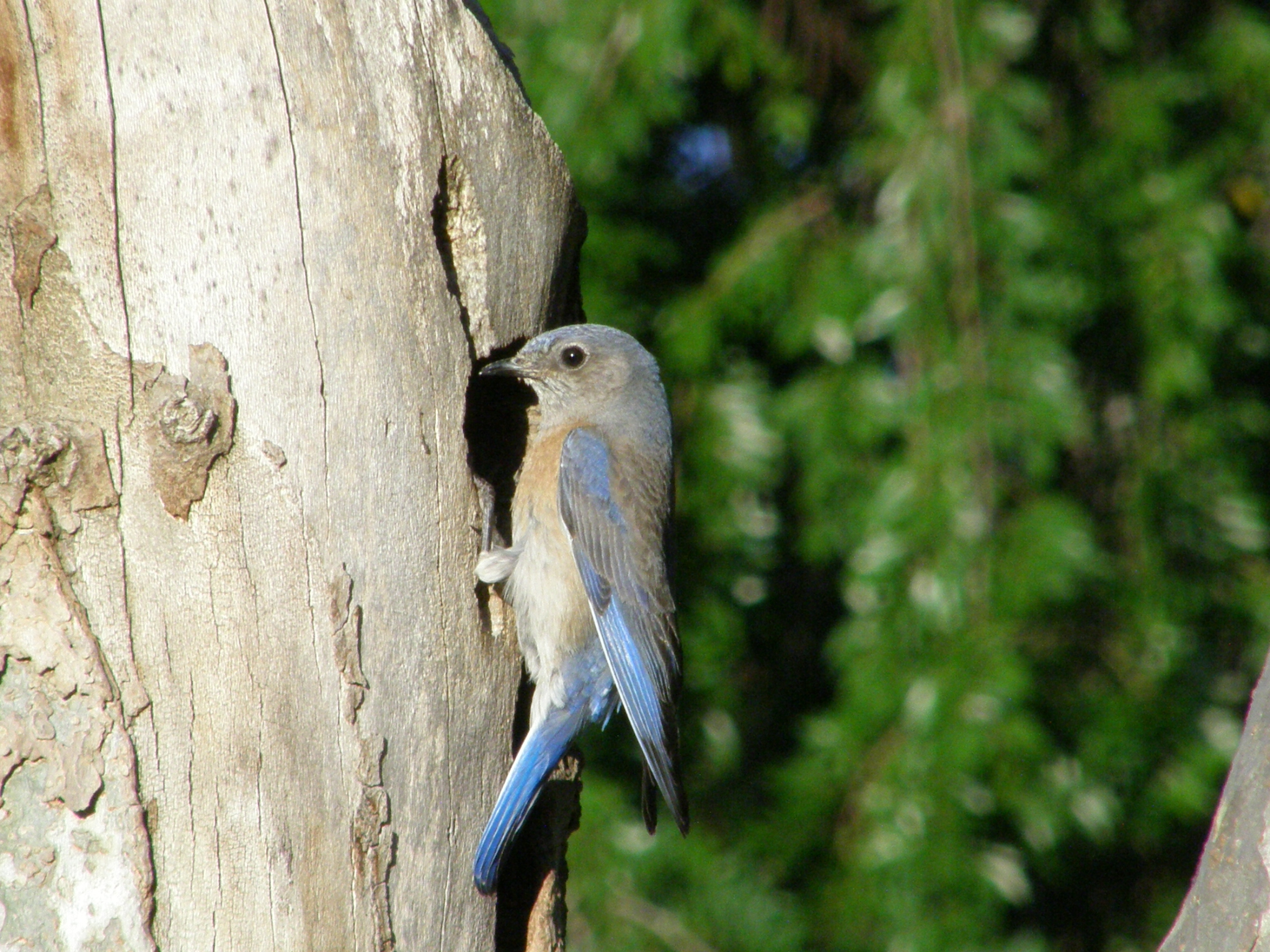
Femelle de Merlebleu de l’Ouest.

Cet oiseau mesure de 16,5 à 19 cm de long pour un poids de 24 à 31 g. Il possède de longues ailes et une queue plutôt courte. Les mâles ont un capuchon et le dessus du corps d'un bleu profond, la poitrine rousse, ainsi qu'une marque brun-roux en forme de croissant en haut du dos ; leur ventre est gris-beige très clair. Les femelles sont plus ternes : grises avec quelques touches de bleu sur le dessus du corps, elles possèdent sur les ailes et la queue un peu de bleu plus franc ; elles ont comme le mâle la poitrine rousse et le ventre gris-beige très clair. Les juvéniles ressemblent à la femelle, mais ils ont davantage de gris et présentent des marques sombres sur le dessous du corps.

## Alimentation
Durant le printemps et l'été, il est essentiellement insectivore. Pendant l'hiver il se nourrit de fruits, principalement des baies de Phoradendron .

## Prédateurs
Il est la proie de tamias (Eutamias cinereicollis, Eutamias townsendii, Eutamias amoenus) et d'écureuils (Tamiasciurus douglasi, Tamiasciurus hudsonicus, Sciurus aberti) et de la souris Peromyscus maniculatus.

## Comportement

### Comportement social
Les cris d'appel sont de doux « fiou » ou « tcheuc ». Le chant est court, du genre « tchiiir, tchirli, tcheur ».

### Reproduction
Au début de la saison de reproduction, les mâles commencent par s'approprier un trou où nicher, généralement dans un vieil arbre ou un arbre mort. Il a été démontré que les femelles choisissent, parmi les mâles qui se sont assuré la garde d'un trou où nicher, ceux dont la couleur bleue est la plus éclatante.

## Répartition et habitat

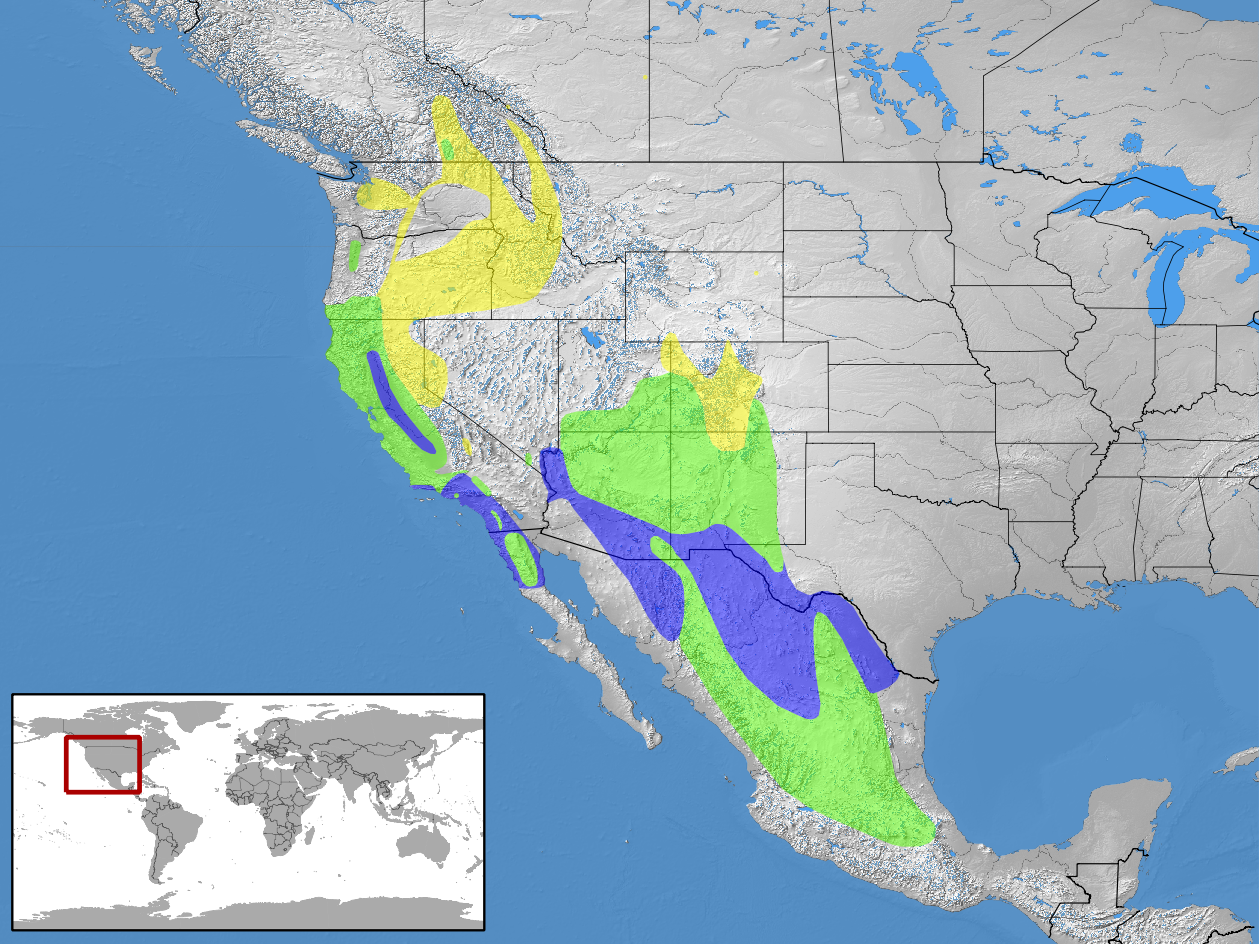
Répartition du Merlebleu de l'Ouest
Jaune : zones de présence estivale (reproduction)
Bleu : zones de présence hivernale
Vert : zones de présence continue (résident annuel)

Le Merlebleu de l'Ouest vit dans les zones boisées peu denses et les prés où existent de vieux arbres ou des arbres morts pouvant servir de site de nidification. On le trouve parfois dans des zones où Artemisia tridentata, un buisson, est l'espèce dominante.
Son aire de répartition couvre une partie de l'ouest du continent nord-américain. Elle s'étend d'une partie de la Colombie-Britannique et de l'Alberta, au Canada, jusqu'au centre du Mexique, en passant par les États-Unis.